# Jan Durdík
Jan Durdík (* 6. April 1923 in Lysá nad Labem, Tschechoslowakei; † 2002) war ein tschechischer Historiker und Waffenkundler. Sein Fachgebiet war das Heerwesen der Hussiten.

## Leben
Jan Durdík studierte Geschichte an der Karls-Universität Prag und wurde zum Dr. phil. promoviert. Nach Abschluss seines Studiums erhielt er eine Stelle am Militärmuseum Prag (Armádní muzeum Žižkov), welche er bis zu seiner Pensionierung im Jahre 1985 beibehielt. 

## Wirken
Durdík verfasste zahlreiche Aufsätze und Bücher zu historischen Waffen und zur Hussitenbewegung, besonders dem hussitischen Kriegswesen. Seine bekanntesten Werke wurden ins Deutsche, Polnische, Englische und Französische übersetzt. Hierzu zählen besonders Hussitisches Heerwesen, Historische Waffen und Tracht, Wehr und Waffen des späten Mittelalters. Auch weitere populärwissenschaftliche Werke, etwa zu historischen Feuerwaffen, erschienen in zahlreichen Auflagen.

## Schriften (Auswahl)
- Jan Durdík: Hussitisches Heerwesen. Deutscher Militärverlag, Berlin 1961, DNB 572939604 (tschechisch: Husitské Vojenství. Übersetzt von Eberhard Wolfgramm).
- Eduard Wagner, Zoroslava Drobná, Jan Durdík: Tracht, Wehr und Waffen des späten Mittelalters (1350 - 1450). Artia Verl., Prag 1957, DNB 455338671 (tschechisch: Kroje, zbroj a zbraň doby přēdhusitské a husitské. Übersetzt von Charlotte Kirschner, Ferdinand Kirschner).
- Jan Durdík, Miroslav Mudra, Miroslav Šáda: Alte Handfeuerwaffen. Werner Dausien  Verlag, Hanau/M 1977, ISBN 3-7684-1436-1 (tschechisch: Husitské Vojenství. Übersetzt von Anna Urbanóva, Jaromir Knotek).
- Jan Durdík, Vladimír Dolínek: Historische Waffen. Werner Dausien Verlag, Hanau/M 1995, ISBN 3-7684-1436-1 (nebis.ch [PDF] tschechisch: Historické zbraně (?). Übersetzt von Rudolf Rada).